# 第201师团
第201师团（Dai-nihyakuichi Shidan）是日本帝国陆军的一个步兵师团。它的代号是武藏兵团（Musashi Heidan）。该师团于1945年4月2日在东京组建。

## 行动
第201师团被分配到关东地区内陆以驻守第二道防线。其下辖第501步兵团驻守扎马，第502和第503步兵团驻守在武藏村山市。 其他分队部署在御殿场。第201师团没有进行任何战斗。